# Georg Anton Brinkmann
Georg Anton Brinkmann (* 15. Oktober 1796 in Billerbeck; † 7. Mai 1856 in Münster) war katholischer Geistlicher und Weihbischof in Münster.

## Leben
Georg Anton Brinkmann wurde am 29. Januar 1821 zum Priester im Bistum Münster geweiht. Von 1826 bis 1828 hielt er sich zu philologischen Studien in Berlin auf. Nach seiner Rückkehr aus Berlin wurde er Regierungs- und Schulrat in Koblenz und 1831 Domherr in Trier. Im Jahr 1836 wurde er Fürstbischöflicher Delegat und Propst an St. Hedwig in Berlin. In der Diaspora des Delegaturbezirks gründete er einen Missionsverein, aus dem später das Bonifatiuswerk hervorging, sowie 1846 das Berliner Hedwigskrankenhaus. Mit den Trierer Borromäerinnen, die er für die Betreuung dieses Krankenhauses gewann, holte Brinkmann erstmals nach der Reformation wieder Ordensschwestern nach Berlin. Seine Vorstellungen, aus dem Delegaturbezirk ein eigenes Bistum zu machen, trafen auf Ablehnung. Deshalb und wegen seiner angegriffenen Gesundheit legte er das Amt des Delegaten nieder und kehrte in sein Heimatbistum Münster zurück, wo er 1851 Domherr wurde.
Am 15. März 1852 wurde er zum Weihbischof in Münster und Titularbischof von Orope ernannt. Die Bischofsweihe empfing er am 16. Mai 1852 durch den Münsteraner Bischof Johann Georg Müller. Brinkmann starb am 7. Mai 1856.